# Michaił Madanski
Dr Michaił Madanski (ur. 16 lutego 1957 w Gabrowie) – bułgarski piłkarz oraz trener piłkarski.

## Kariera szkoleniowa
Po krótkiej i niezbyt owocnej karierze piłkarskiej rozpoczął pracę szkoleniową; najpierw w sztabie Rodopy Smoljan, a potem w Narodowej Akademii Sportu (1986–1992). W tym czasie kontynuował także swoją karierę akademicką: obronił pracę doktorską (1986) i ukończył kurs trenerski w Paryżu (1994).
W 1995 roku został pierwszym trenerem drugoligowej Jantry Gabrowo. W ciągu kolejnych lat samodzielnie prowadził jeszcze kilka klubów: Minior Pernik (8. miejsce w I lidze), Spartak Plewen (porażka w barażach o grę w I lidze) i Akademik Sofia, a także zespoły w Chinach.
Jednak jego działalność szkoleniowa skupiła się przede wszystkim na pomaganiu trenerom w charakterze asystenta. Pracował z najbardziej utytułowanymi szkoleniowcami bułgarskimi: Płamenem Markowem, Georgim Wasilewem, Jankiem Dinkowem, Ferario Spasowem i Ljubomirem Petroviciem.
Od października 2010 był asystentem selekcjonera Lothara Matthäusa w reprezentacji Bułgarii. Po tym, jak prowadzona przez nich drużyna przegrała eliminacje do Euro 2012, Niemiec został we wrześniu 2011 zwolniony, a na jego tymczasowego następcę mianowano jego asystenta. Wśród głównych kandydatów na zwolnione stanowisko media wymieniały nazwiska Madanskiego, Ljubosława Penewa i Krasimira Bałykowa. Jako trener tymczasowy prowadził kadrę w dwu meczach: towarzyskim z Ukrainą (0:3) i z Walią (0:1), spotkaniu kończącym eliminacje do Euro 2012. Bułgarzy zajęli w nich ostatnie miejsce, dając się wyprzedzić m.in. Walijczykom i Szwajcarom i Czarnogórcom.
Jednocześnie od 2009 roku jest trenerem reprezentacji młodzieżowej. Już wcześniej pracował z juniorami: jako selekcjoner reprezentacji do lat 17 awansował z nią do mistrzostw Europy w 2008 roku. Jednak jego podopieczni, wśród których wówczas znajdowali się m.in. Iwan Karadżow, Momcził Cwetanow i Branimir Kostadinow, przegrali wszystkie trzy mecze i zajęli ostatnie miejsce w tabeli. Ulegli Węgrom (0:1), Niemcom (0:3) i Hiszpanom (0:4).